# Маккензі Скотт
Маккензі Таттл, у шлюбах Безос та Скотт (* 7 квітня 1970, Сан-Франциско) — американська письменниця та благодійниця, мільярдерка. У 2014 році Безос заснувала організацію проти цькування «Bystander Revolution», де виступає як виконавча директорка. Одна з найбільших благодійників США; за 2020 рік зробила пожертв на суму близько 5,8 мільярда доларів США. Підписала Присягу дарування.

## Життєпис
Народилася 7 квітня 1970 року в Сан-Франциско, штат Каліфорнія. Батько — фінансовий планувальник, мати — домогосподарка. 1988 року закінчила школу Готчкісс в Коннектикуті.
Здобула ступінь бакалавра з англійської мови в Принстонському університеті з високими відзнаками у 1992 році. Вчилася під керівництвом письменниці й нобелівської лауреатки Тоні Моррісон, яка сказала, що Безос була «однією з найкращих учениць, з якими я коли-небудь мала справу у моїх творчих письмових класах».
1992 року Маккензі працювала на Джеффа Безоса (засновник Амазон) в D. E. Shaw (нью-йоркський гедж-фонд).
Вони одружилися 1993 року, і переїхали до Сієтлу, штат Вашингтон, 1994 року. Мають трьох синів і дочку, прийняту з Китаю.
2014 року Маккензі Безос заснувала Bystander Revolution, організацію проти цькування, де вона виконавча директорка.
9 січня 2019 року Маккензі та Джефф Безос оголосили через Twitter, що вони розлучаються. За даними Forbes, якщо звичайне право штату Вашингтон застосовується до розлучення без шлюбного договору, Маккензі Безос стане п'ятою найбагатшою людиною у світі з чистим капіталом у 67 мільярдів доларів.
Після розлучення із Безосом Маккензі Скотт стала однією із найбільших благодійниць США; за 2020 рік вона зробила пожертв на суму близько 5,8 мільярда доларів США. Вона підписала Присягу дарування.

## Нагороди
- 2006 Американська Книжкова Премія[15]

## Роботи
- The Testing of Luther Albright. Fourth Estate. 2005. ISBN 978-0-00-719287-8.[16]
- Traps. Knopf. 2013. ISBN 978-0-307-95973-7.[17]